# 장덕황후
장덕황후 두씨(章德皇后 竇氏, ? - 97년)는 후한의 제3대 황제 장제의 정후이다. 사공을 지낸 두융(竇融)의 증손녀이다. 할아버지는 두목(竇穆) 아버지는 두훈(竇勳)이다. 어머니는 비양공주(沘陽公主)로 동해공왕 유강의 딸이며 광무제의 손녀이다.

## 생애
태후 마씨가 죽으면서, 태자 유경(劉慶)의 생모 송귀인과 태자 유조(劉肇)를 낳은 양귀인을 죽어 쫓아 보내고, 또 태자 유경을 폐하고 유조를 황태자에게 세웠다. 88년 장제(章帝)가 젊은 나이로 붕어하여, 불과 10세 유조가 화제로 즉위 했다. 화제(和帝)의 옹립을 관여한 그녀는 황태후로서 어린 황제를 대신하여 정권을 차지하여, 그녀의 친족인 두고(竇固)를 비롯한 두씨 일족이 권세를 쥐게 되었다.